# Exocentrus hupehensis
Exocentrus hupehensis là một loài bọ cánh cứng trong họ Cerambycidae.